# Lobera (Orense)
Lobera (en gallego y oficialmente Lobeira) es un municipio de España perteneciente a la provincia de Orense, en la comunidad autónoma de Galicia. Está situado dentro de la comarca de La Baja Limia, en el suroeste de la provincia, en la margen derecha del río Limia. Tiene una extensión de 68,9 km².

## Localización
Está situado a ocho kilómetros de Bande (partido Judicial al que pertenece).

## Geografía
El territorio municipal abarca la cuenca del río Grou, que recoge aguas nacidas en la sierra del Laboreiro, y que desemboca en el río Limia, que además recibe el aporte de numerosos riachuelos.
A un kilómetro aproximadamente de la capitalidad del municipio se encuentra el Monte de O Viso, macizo dependiente de la sierra del Laboreiro, que se une en lo alto con As Motas, desde donde se divisa el Valle del Limia, del Avedela y la Baja Limia-Sierra de O Xurés, límite natural con Portugal.
En este entorno encontramos la ermita de O Viso (a 852 metros de altitud), donde se celebra la romería del mismo nombre, una de las más importantes de la zona. Esta ermita está sobre un castro, por el que se trataría de una cristianización de los cultos antiguos. En la ermita se conserva algún resto románico, así como un retablo del siglo XVIII. La imagen de la Virgen es de finales del siglo XIX, y solamente tiene talladas la cara y las manos.

## Geografía humana

### Demografía
Cuenta con una población de 718 habitantes (INE 2024).
| Gráfica de evolución demográfica de Lobera entre 1842 y 2021 |
| |
| Población de derecho según los censos de población del INE Población de hecho según los censos de población del INEEn estos censos se denominaba Lobera: 1842, 1857, 1860, 1877, 1887, 1897, 1900, 1910, 1920, 1930, 1940, 1950, 1960 y 1970 |

### Organización territorial
El municipio está formado por veinticinco entidades de población distribuidas en ocho parroquias:
- Fraga[6] (San Bartolomé)[8]
- Grou (San Martín)[6][9]
- Lobera[6]
- Montelongo[6] (Santa Cristina)[7]
- Parada (Santa Eufemia)
- Santa Comba (San Torcuato)[10]
- Santa Cruz de Grou
- Villarino[6] (San Ginés)[11]

### Economía

#### Sector Primario
Destacar en lo referente al sector primario que la agricultura y el subsector forestal son las actividades más relevantes, aunque la ganadería también es un sector a destacar, pero se trata en la mayoría de los casos de ganado animal para autoconsumo familiar.
Las tierras dedicadas a labranza están en su mayor parte con matorral, dedicándose a la horticultura las tierras más próximas a la población. Predominan el cultivo de la patata, col, tomate, ajo, pimiento, cebolla, lechuga y judía; también se cultivan algunos cereales como el maíz y el centeno.
Las superficies dedicadas a prados no son tan importantes como en otras zonas de la provincia, por no ser una zona especialmente ganadera.
El clima permite una gran variedad de cultivos como viñedos, cultivos hortícolas, etc. La productividad potencial natural es elevada, siendo la productividad real mucho más baja debido a las deficiencias de la estructura productiva.

#### Sector Secundario
Este sector en el municipio presenta una estructura empresarial, con empresas de pequeño tamaño (sobre todo de carácter familiar), sin especialización clara en ninguna rama.

#### Sector Terciario
La mayor parte de la población se encuentra trabajando en el sector servicios, aunque muchos lo hacen fuera del municipio.
Los puestos ligados al sector servicios dentro del Ayuntamiento se encuentran sobre todo en el sector de la hostelería, en forma de bares o restaurantes que son negocios familiares.
Señalar la existencia de servicios sanitarios especializados en el pueblo de As Conchas, aunque se trata de un centro privado.
Los servicios de educación son inexistentes, al verse obligados a cerrar el colegio público por la ausencia de niños.

## Patrimonio

### Santuario de Nuestra Señora de O Viso

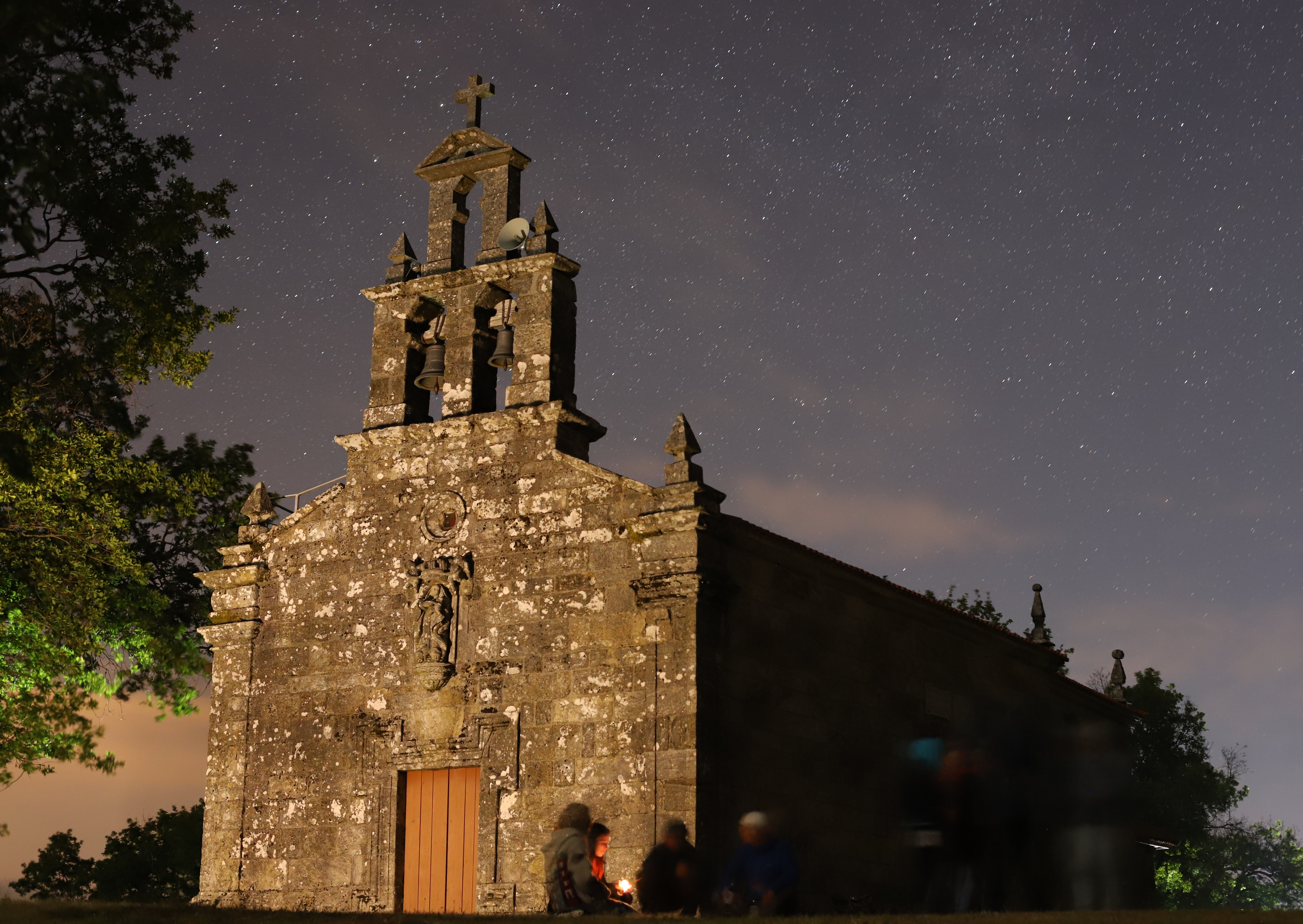
La iglesia de Nuestra Señora de O Viso" en 2019.

Esta capilla está situada en el Monte de O Viso, se trata de un macizo que pertenece a la sierra del Laboreiro, desde allí puede verse una buena parte de La Baja Limia.
La ermita está asentada a una altitud de 852 metros, y según parece sobre la acrópolis de un castro, por lo que se trataría de una cristianización de cultos antiguos. Se conserva algún resto románico, así como un retablo del siglo XVIII. La imagen es de finales del siglo XIX y es de las de vestir; sólo tiene talladas la cara y las manos.
En esta capilla la campana más pequeña data de 1860, y en ella se encuentra escrita la frase "Mírame y deixame".
El santuario constituye uno de los pocos exponentes del románico tardío de la comarca. La fábrica presenta planta rectangular y ábside con capilla y sacristía pegadas. En el interior, arco de medio punto sobre columnas adosadas, con capiteles de motivos vegetales e imposta decorando el arco triunfal. La base de la ventana se prolonga al exterior con repisa, transformándose en hornacina. La sacristía se construye en el año 1717, como indica una inscripción; es de dos plantas, con ventana hasta el interior, sirviendo de tribuna al clero.
La portada del muro es románica, con arco de medio punto y grandes dovelas con bolas en el intradorso. En una de las jambas muestra la inscripción "ERA MCCCXL", correspondiendo a los años 1300 y 1309, en la que debió construirse el santuario. La fachada actual sufrió una reedificación en el año 1741, labrándose conforme a la moda barroca una puerta adintelada, resaltada con orejeras, y hornacina con la imagen pétrea de Nuestra Señora, coronada por ángeles.
Dentro de la capilla se encuentran dos retablos, uno de la Virgen de O Viso y otro del Santo Cristo.
En torno a este Santuario se festeja la romería más importante de la zona, el domingo de Pentecostés el "Viso Grande", y el 8 de septiembre el "Viso Pequeno".
La destrucción total de los archivos municipales nos privó de mucha información, si bien, gracias a la investigación de Xoaquín Lorenzo Fernández, podemos hacer un resumen de los datos más significativos.
La referencia documental más antigua es del 29 de agosto de 1658, Francisco Araújo Vasconcelos, abad de San Salvador de Cabreiroá, cumple el encargo hecho por Tomás de Sousa, abad de Lobeira, su hermana Dominga Fernández, vecinos los tres de As Quintas (Lobera), de fundar una Capellanía colativa en Nuestra Señora de O Viso, dotándola con los bienes que para eso aportan y con la obligación de una misa semanal en el Altar Mayor y un responso por sus almas.
Su especial situación en la sierra del Laboreiro la llevó a lo largo de su historia a dos juicios por su propiedad, el primero en el año 1693, en la que los párrocos de Santa Comba (Bande), Don Pedro Álvarez y el de San Vicente (Lobera), Don Pedro Andrés de Biempica, se disputaron los derechos sobre el santuario. Después del juicio, en 1695, se dictó sentencia en la que consta que el santuario debe ser mixto entre Lobera y Santa Comba: “Fallamos atento á escritura de compromiso que esta por cabeza destes autos e a vista dos ollos e máis informes e dilixencias extraxudiciais, recoñecemento dos marcos e declaracións de homes nomeados por entrámbolas partes que debemos declarar e declaramos das ditas freguesías confinan unha coa outra e pola verea que ven de Coruxeira... do cal declaramos que a Hermida de Nosa Señora do Viso co seu acho, foi, é e debe ser mixta de entrambos abades de Lobeira e Santa Comba...”.
La fuerte devoción a la Nuestra Señora de O Viso hizo nacer una hermandad "Hermanos de Venerable y antiquísima cofradía de Nosa Señora do Viso", los primeros documentos que nos hablan de esta cofradía son ya de 1788, en un escrito enviado al Obispo de Orense.
No existen libros de constitución, cofrades, obras, cuentas, etc. de la cofradía, si bien por otros documentos a los que hace referencia Xoaquín Lourenzo, sabemos que la Hermandad estaba regida por los siguientes cargos: un juez, que presidía las reuniones, cuatro regidores, dos sacerdotes, dos legos, un depositario, un cajero y uno fiscal, que podía ser al mismo tiempo juez y en el que recaía a veces el cargo de mayordomo o sacristán.
El mayordomo custodiaba las llaves del Santuario y era el encargado de su conservación y limpieza. Los dos sacerdotes eran capellanes de la Hermandad. La hermandad se encargaba de administrar, regir y organizar las dos fiestas y los cultos, y estaban obligados a asistir todos los hermanos de ella a excepción de los que estuvieran impedidos.
La sentencia de 1695, al dejar el Santuario en régimen de propiedad mixta, hace que ningún párroco se interese por él. Y la Hermandad aprovecha entonces para intentar independizarse de la autoridad parroquial.
El 15 de junio de 1788 la Hermandad pretende realizar una procesión desde el Santuario hasta Santa Cruz de Grou, a la que el párroco de Lobeira se opone comenzando entonces el segundo juicio.
El 12 de junio de 1788, el Obispado prohíbe la celebración ese año de ninguna procesión ni novena, evitando así la disputa entre parroquias.
El 27 de junio del mismo año la Hermandad envía una instancia al Obispo alegando que “sempre disfrutaron da independencia rendendo os seus cultos á Virxe conforme les dictaba a súa devoción e sancandoa procesión é rogativa polas paraxes que lles parecía segundo o esixían as necesidades e que os abades non tiñan intervido en ningún momento nos asuntos do Santuario”.
Nunca se dictó sentencia de este juicio, si bien el párroco de Santa Cruz de Grou no quiso intervenir, y el de Santa Comba renunció a sus derechos en favor del de Lobera, lo que provocó que el párroco de Lobera  impusiese su autoridad sobre la Hermandad.
Esto hizo que las reuniones se convirtieran en continuas disputas, provocando la desaparición de la Hermandad.

## Festividades
Romería de Nosa Señora do Viso – Domingo de Pentecostés

## Administración
En las elecciones del 24 de mayo de 2015, la corporación municipal quedó estructurada de la siguiente forma;
| Elecciones municipales, 24 de mayo de 2015 |       |         |            |
| Partido                                    | Votos | %       | Concejales |
| PP                                         | 298   | 48,22 % | 4          |
| PSOE                                       | 91    | 14,72 % | 1          |
| A.C.L.                                     | 85    | 13,75 % | 1          |
| XxL                                        | 80    | 12,94 % | 1          |

- Alcalde electo: Antonio Iglesias Álvarez (Partido Popular).